# Deep Calleth Upon Deep
Deep Callwth Upon Deep es el noveno álbum de estudio de la banda noruega de black metal Satyricon. Fue lanzado el 22 de septiembre de 2017 bajo la etiqueta austríaca Napalm Records.
Se realizó un vídeo musical para "To Your Brethren In The Dark", dirigido por Laban Pheidias. El video (el primero para la banda en nueve años) presenta a las actrices estadounidenses Tonya Cornelisse, Jesse Hotchkiss, Diana Wyenn y Shawn Kathryn Kane.
En enero de 2018, el álbum fue nominado en Noruega al Premio Spellemann al mejor álbum de metal (Spellemannprisen). 
Sin embargo, el ganador fue E de Enslaved.

## Historia
Deep Calleth Upon Deep se comenzó a componer a principios de 2015. Sin embargo, entre septiembre y octubre de ese año, el líder de Satyricon, Sigurd Wongraven, fue diagnosticado con un tumor cerebral benigno. Debido a este motivo, el proceso de producción del nuevo álbum sufrió retrasos significativos, mientras el vocalista se sometió a meses de tratamiento no quirúrgico y recuperación.
Finalmente, el álbum fue grabado entre marzo y abril de 2017 en Oslo Klang, una instalación de grabación en el centro de Oslo, Noruega, y Armory Studios en Vancouver, Canadá. El disco presenta músicos de sesión invitados como Anders Odden (bajista en vivo de Satyricon), el saxofonista de jazz Håkon Kornstad y algunos miembros de la Orquesta Filarmónica de Oslo, aunque sus contribuciones son algo menores que en otros álbumes de la banda.
Fue mezclado en julio por Mike Fraser, quien ya había trabajado con Satyricon en Now, Diabolical (2006).
El estilo musical es muy similar a sus álbumes anteriores, con un tempo en su mayoría más lento, estructuras influenciadas por la música post-rock y un sonido accesible y comercial. Se ha descrito como una dirección más "black 'n' roll", en lugar del black metal más tradicional.
La singular portada proviene de una oscura ilustración del reconocido artista noruego Edvard Munch, dibujada en 1898.

## Lista de canciones
- Todas las canciones escritas por Sigurd "Satyr" Wongraven.

Todas las canciones escritas y compuestas por Sigurd "Satyr" Wongraven. 
| N.º | Título                            | Duración |  |
| 1.  | «Midnight Serpent»                | 6:21     |  |
| 2.  | «Blood Cracks Open The Ground»    | 4:53     |  |
| 3.  | «To Your Brethren In The Dark»    | 6:08     |  |
| 4.  | «Deep Calleth Upon Deep»          | 4:37     |  |
| 5.  | «The Ghost Of Rome»               | 4:27     |  |
| 6.  | «Dissonant»                       | 4:14     |  |
| 7.  | «Black Wings And Withering Gloom» | 7:11     |  |
| 8.  | «Burial Rite»                     | 5:43     |  |

## Miembros
| Satyricon - Satyr - vocalista, guitarrista y teclados - Frost - batería Músicos de sesión - Anders Odden: bajo, guitarra rítmica - Håkon Kornstad: saxofón tenor (pista 6), coros (pistas 4 y 5) - Arild Stav: clarinete bajo - Hans Josef Grih: violonchelo - Frode Carlsen: contrafagot - Bjarne Magnus Jensen: violín - Jan Olav Martinsen: corno francés - Tom Ottar Andreassen: instrumentos de viento | Producción - Arreglado y producido por Satyr - Grabado en Oslo Klang, en un almacén de 500 años de antigüedad y en Armory Studios, Vancouver. - Diseño - Halvor Bodin - Diseñado por - Bjarne Stensli, Erik Ljunggren, trompa, Jan Olav Martinsen - Ilustración de portada - Edvard Munch - Dominado por - George Tanderø - Arreglos clásicos, mellotron - Kjetil Bjerkestrand - Mezclado por - Mike Fraser - Fotografía - Johan Wildhagen |

## Posiciones en listas
| Listado                             | Máxima posición |
| ----------------------------------- | --------------- |
| Austria (Ö3 Austria)                | 24              |
| Bélgica (Ultratop flamenca)         | 61              |
| Bélgica (Ultratop valona)           | 84              |
| Finlandia (Suomen Virallinen Lista) | 17              |
| Francia (SNEP)                      | 152             |
| Alemania (Media Control Charts)     | 20              |
| Noruega (VG-lista)                  | 7               |
| Suecia (Sverigetopplistan)          | 36              |
| Suiza (Schweizer Hitparade)         | 25              |